# Tomebamba (Azuay)
Tomebamba ist eine Ortschaft und eine Parroquia rural („ländliches Kirchspiel“) im Kanton Paute der ecuadorianischen Provinz Azuay. Die Parroquia besitzt eine Fläche von 38,94 km². Die Einwohnerzahl lag im Jahr 2010 bei 1346. Die Parroquia wurde am 20. Januar 1920 gegründet.

## Lage
Die Parroquia Tomebamba liegt in der Cordillera Real im Nordosten der Provinz Azuay. Der Ort Tomebamba befindet sich auf einer Höhe von 2380 m, 9 km ostnordöstlich des Kantonshauptortes Paute oberhalb des linken Ufers des von der Paute-Mazar-Talsperre aufgestauten Río Paute. Entlang der nördlichen Verwaltungsgrenze verläuft ein 3700 m hoher Bergkamm.
Die Parroquia Tomebamba grenzt im Nordosten an die Parroquia Guarainag, im Süden an den Kanton Guachapala, im Westen an die Parroquia Dug Dug sowie im Norden an die Parroquia Taday (Kanton Azogues, Provinz Cañar). 

## Orte und Siedlungen
In der Parroquia gibt es folgende Comunidades: Bellavista, Guagal, Naste, Toctehuayco-Santúl, Tomebamba, Tuncay und Uzhurloma.